# Liste der Biografien/Guo
Liste der Biografien |
Portal Biografien |
Personensuche
# |
A |
B |
C |
D |
E |
F |
G |
H |
I |
J |
K |
L |
M |
N |
O |
P |
Q |
R |
S |
T |
U |
V |
W |
X |
Y |
Z |
?
 
Ga |
Gb |
Gc |
Gd |
Ge |
Gf |
Gh |
Gi |
Gj |
Gk |
Gl |
Gm |
Gn |
Go |
Gp |
Gq |
Gr |
Gs |
Gu |
Gv |
Gw |
Gy |
Gz
 
Gua |
Gub |
Guc |
Gud |
Gue |
Guf |
Gug |
Guh |
Gui |
Guj |
Guk |
Gul |
Gum |
Gun |
Guo |
Gup |
Gur |
Gus |
Gut |
Guu |
Guv |
Guw |
Guy |
Guz
Die Liste der Biografien führt alle Personen auf, die in der deutschsprachigen Wikipedia einen Artikel haben. Dieses ist eine Teilliste mit 84 Einträgen von Personen, deren Namen mit den Buchstaben „Guo“ beginnt.

## Guo
- Guo Dachuan (* 1989), chinesischer Eishockeyspieler
- Guo Feixiong (* 1966), chinesischer Menschenrechtsanwalt
- Guo Hong (* 1973), chinesische Eishockeytorhüterin
- Guo Huai, Offizier der chinesischen Wei-Dynastie zur Zeit der Drei Reiche
- Guo Jia (170–207), chinesischer Berater des Kriegsherrn Cao Cao in der späten östlichen Han-Dynastie
- Guo Jianing (* 2000), chinesischer Eishockeyspieler
- Guo Jincai, Joseph (* 1968), chinesischer Geistlicher, römisch-katholischer Bischof von Jinzhou
- Guo Linlin (* 1992), chinesische Ruderin
- Guo Nüwang (184–235), chinesische Kaiserin der Wei-Dynastie
- Guo Shengkun (* 1954), chinesischer Politiker in der Volksrepublik China
- Guo Shoujing (1231–1316), chinesischer Wasserbauingenieur, Astronom und Mathematiker
- Guo Shuai (* 1995), chinesischer Radrennfahrer
- Guo Si (146–197), General der Han-Dynastie
- Guo Xi (1020–1090), chinesischer Maler
- Guo Xu (1456–1526), chinesischer Künstler der Ming-Dynastie
- Guo Yingong, Teddeus (1917–2005), chinesischer Geistlicher, Bischof der römisch-katholischen Diözese Datong, Shanxi
- Guo Yufang (* 1999), chinesische Radrennfahrerin
- Guo, Andrea (* 2000), österreichische Schauspielerin
- Guo, Boxiong (* 1942), chinesischer Politiker und Generalleutnant
- Guo, Chengjiang (* 1955), chinesischer Eisschnellläufer
- Guo, Dan (* 1985), chinesische Bogenschützin
- Guo, Dandan (* 1977), chinesische Freestyle-Skierin
- Guo, Dongling (* 1973), chinesische Skilangläuferin
- Guo, Emma (* 1995), australische Schachspielerin
- Guo, Fan (* 1985), chinesischer Sprinter
- Guo, Fengyi (1942–2010), chinesische Künstlerin der Art brut
- Guo, Gengmao (* 1950), chinesischer Politiker in der Volksrepublik China und (seit 2008) Gouverneur von Henan
- Guo, Guangchang (* 1967), chinesischer Unternehmer
- Guo, Guoting (* 1958), chinesischer Anwalt
- Guo, Hanyu (* 1998), chinesische Tennisspielerin
- Guo, Hong, chinesisch-kanadischer Physiker
- Guo, Jianmei (* 1961), chinesische Rechtsanwältin und Menschenrechtsaktivistin
- Guo, Jie (1912–2015), chinesischer Leichtathlet
- Guo, Jingjing (* 1981), chinesische Wasserspringerin
- Guo, Jinlong (* 1947), chinesischer Politiker
- Guo, Juan (* 1960), chinesische Go-Spielerin
- Guo, Li (* 1993), chinesische Synchronschwimmerin
- Guo, Lucy (* 1994), chinesisch-amerikanische Geschäftsfrau
- Guo, Luoyao (* 2001), chinesische Rollstuhltennisspielerin
- Guo, Meiqi (* 2000), chinesische Tennisspielerin
- Guo, Moruo (1892–1978), chinesischer Schriftsteller und Politiker
- Guo, Pengpeng (* 1978), deutsche Tischtennisspielerin
- Guo, Qi (* 1990), chinesischer Zehnkämpfer
- Guo, Qing (* 2000), chinesische Taekwondoin
- Guo, Qiqi (* 1998), chinesische Rhythmische Sportgymnastin
- Guo, Qiyong (* 1947), chinesischer Philosoph und Hochschullehrer
- Guo, Quan (* 1968), chinesischer Menschenrechtsaktivist
- Guo, Rugui (1907–1997), chinesischer Militär, Spion und Militärschriftsteller
- Guo, Samuel Chuanzhen (1918–2012), chinesischer Ordensgeistlicher und Bischof
- Guo, Sandui (* 1950), chinesischer Molekularbiologe am Biotechnology Research Institute in Peking
- Guo, Shanshan (* 1996), chinesische Tennisspielerin
- Guo, Shengtong († 52), chinesische Kaiserin der Han-Dynastie
- Guo, Shuang (* 1986), chinesische Radrennfahrerin
- Guo, Sijia (* 1999), chinesische Weitspringerin
- Guo, Songling (1883–1925), chinesischer General
- Guo, Songtao (1818–1891), chinesischer Botschafter
- Guo, Tianqian (* 1995), chinesische Kugelstoßerin
- Guo, Tianyu (* 1999), chinesischer Fußballspieler
- Guo, Tina (* 1985), US-amerikanische Cellistin und Erhu-SpielerinTina Guo (* 1985)

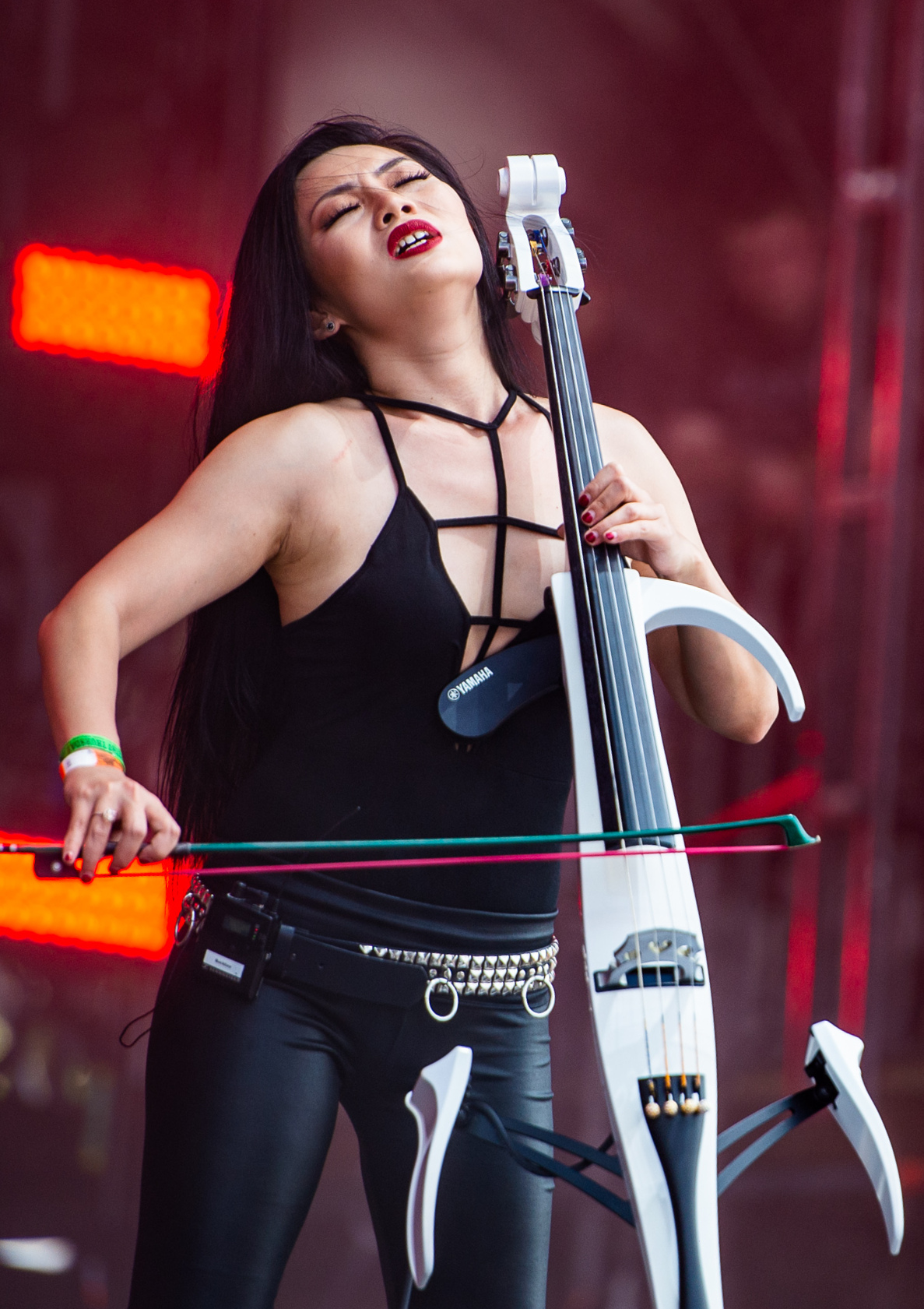
Tina Guo (* 1985)

- Guo, Weiyang (* 1988), chinesischer Kunstturner
- Guo, Wengui, chinesischer Unternehmer und politischer Aktivist im Exil
- Guo, Wenjing (* 1956), chinesischer Komponist
- Guo, Wenjun (* 1984), chinesische Pistolenschützin
- Guo, Wenzhi (1918–2006), chinesischer römisch-katholischer Geistlicher; Bischof der Diözese Qiqihar (1989–2000)
- Guo, Xiaolu (* 1973), chinesische Schriftstellerin und Regisseurin
- Guo, Xingyuan (* 1988), chinesischer Behindertensportler im Tischtennis
- Guo, Xinwa (* 2000), chinesischer Badmintonspieler
- Guo, Xinxin (* 1983), chinesische Freestyle-Skisportlerin
- Guo, Yan (* 1982), chinesische Tischtennisspielerin
- Guo, Yonghuai (1909–1968), chinesischer Aerodynamikexperte
- Guo, Youhua (* 1983), chinesischer Baseballspieler
- Guo, Yue (* 1988), chinesische Tischtennisspielerin
- Guo, Yuehua (* 1956), chinesischer Tischtennisspieler
- Guo, Yuhao (* 1992), deutscher Pianist und Liedbegleiter
- Guo, Yunshen (1829–1901), chinesischer Kampfkunstexperte
- Guo, Zhendong (* 1984), chinesischer Badmintonspieler
- Guo, Zhengtang (* 1964), chinesischer Geologe und Paläoklimatologe
- Guo, Zhengxin (* 1979), chinesischer Eiskunstläufer
- Guo, Zhenqing (1927–2005), chinesischer Schauspieler
- Guo, Zhongze (* 1996), chinesischer Sprinter

### Guog
- Guoga, Antanas (* 1973), litauischer Pokerspieler, Unternehmer und Politiker, MdEPAntanas Guoga (* 1973)

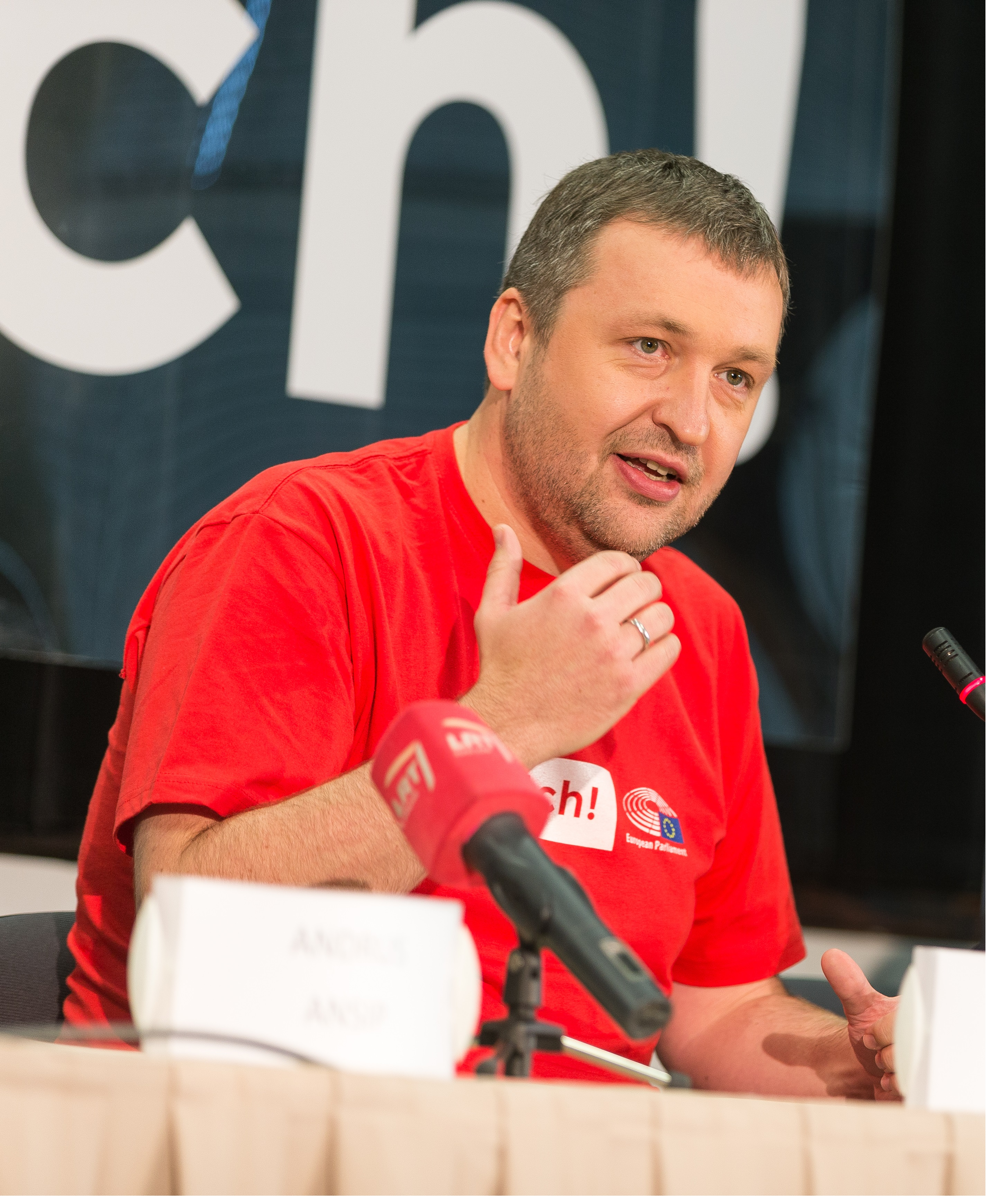
Antanas Guoga (* 1973)

### Guoj
- Guojing (* 1983), chinesische Illustratorin

### Guol
- Guolla, Steve (* 1973), kanadischer Eishockeyspieler

### Guot
- Guot, Clara (1578–1669), Frau Mutter des Klosters Stans